# Lake Karapiro
Der Lake Karapiro ist ein zum Flusssystem des Waikato River gehörender Stausee auf der Nordinsel von Neuseeland.

## Namensherkunft
Der Name „Karapiro“ setzt sich in der Sprache der Māori aus den Wörtern „kara“ für „Stein“ und „piro“ für „übel riechend“. Der Legende nach lag Karapiro im Einflussgebiet des Häuptlings O-Te-Ihingarangi und war der Ort, an dem der Stamm der Ngati Haua und ihre Verbündeten aus dem Gebiet von Tauranga während der Landkriege von 1864 einen Verteidigungspakt schlossen.

## Geographie
Der 7,7 km2 große Lake Karapiro befindet sich 5 km südöstlich der Stadt Cambridge und rund 8 km westlich der Stadt Tirau. Der See, der sich im Tal des ehemaligen Flussbetts des Waikato River ausdehnt, besitzt eine Länge von rund 20 km und variiert seine Breite zwischen 80 und maximal 620 m. Die Höhe des Sees variiert je nach Wasserspiegel zwischen 50,62 m und 53,45 m, bei einer maximalen Seetiefe von 34 m. Sein unmittelbares Wassereinzugsgebiet beträgt 839 km2.
Zu erreichen ist der Stausee vom New Zealand State Highway 1 aus, der den See auf seiner unteren Hälfte an seiner Nordseite flankiert.
Administrativ zählt der See zur Region Waikato.
Dem Lake Karapiro gehen die Stauseen Lake Arapuni, Lake Waipapa, Lake Maraetai, Lake Whakamaru, Lake Ātiamuri, Lake Ohakuri und Lake Aratiatia voraus.

## Geschichte
Der Stausee sowie das zugehörige Wasserkraftwerk wurde 1947 in Betrieb genommen und wurde für eine Nennleistung von 90 MW ausgelegt. Der Betreiber des Wasserkraftwerks ist Stand 2020 die mehrheitlich im Staatsbesitz befindliche Firma Mercury NZ Limited.